# Введите 77
«Введите 77» (англ. Enter 77) — одиннадцатая серия третьего сезона американского телесериала «Остаться в живых». Центральный персонаж серии в четвёртый раз за сериал — Саид Джарра.

## Сюжет

### Воспоминания
Уволившись из армии, Саид уехал из Ирака во Францию, где под именем Наджив работал поваром в парижском ресторане. Однажды официант вызвал его на улицу, сказав по-арабски, что его спрашивает посетитель. Тот представился Сами, похвалил кулинарные способности Саида и спросил, откуда он родом. Саид солгал, назвавшись сирийцем, но Сами догадался, что араб, как и он сам, — уроженец Ирака. Затем он предложил Саиду должность в своём ресторане.
На второй встрече Сами познакомил его с женой по имени Амира. Саид заметил на руках женщины следы сильных ожогов, и в этот момент один из охранников схватил его, а Сами ударил так сильно, что Саид потерял сознание. Он очнулся связанным на полу кладовки. Далее вошёл Сами, напоил его и спросил, помнит ли он, как истязал Амиру в те времена, когда был военным. Саид ответил, что не знает его жену, на что Сами возразил, что отпираться бесполезно, так как Амира узнала его. Он предложил арабу признаться во всем, пообещав в противном случае убить.
Когда пришла Амира, Саид поклялся, что не помнит её, так как никогда не стал бы пытать женщину. Сами снова ударил его, рассказав, как Амира получила ожоги — ей облили руки кипящим маслом, после чего женщине пришлось признаться в преступлении, которое она не совершала. Он хотел избить Саида металлическим прутом, но Амира остановила его, сказав, что на первый раз достаточно. На следующий день она, держа на руках кота, посетила Саида одна. Амира рассказала, что, даже оказавшись в Париже, долгое время не могла почувствовать себя в безопасности. Однажды она спасла кота, которого мучили уличные мальчишки, и приютила у себя дома. Тогда Саид признался в том, что помнит её, и попросил прощения за причиненные ей страдания. Амира простила его и пообещала солгать супругу, что обозналась, и попросить отпустить его. На вопрос Саида, почему она не хочет мести, Амира ответила, что не хочет уподобляться ему и мальчишкам, которые мучили кота.

### События
Разговаривая с Локком, Саид усомнился в том, что на посохе Эко указано верное направление. Отправившись за фруктами, он услышал звон колокольчика, пошёл на звук и увидел корову, а за кустами — дом со спутниковой тарелкой на крыше. Рядом была привязана лошадь и стоял тот самый мужчина с повязкой на глазу, которого ранее они видели на мониторе слежения станции «Жемчужина». Обследовав территорию, Саид рассказал своим товарищам, что вокруг больше ничего нет, а спутниковая тарелка такого типа способна передавать сигнал на тысячи миль. Он спросил, не из этого ли места Даниэль отправила сигнал о помощи, но француженка была тут впервые. Затем Саид предложил план — он в одиночку и без оружия пойдёт к дому, а остальные трое прикроют его, но Руссо отказалась от участия, сказав, что будет ждать их у ручья.
С поднятыми руками Саид пошёл к домику. Вдруг раздался выстрел, и его ранило в левое плечо. Кейт хотела было броситься арабу на помощь, но Локк остановил её. Они услышали, как одноглазый прокричал из окна, что не нарушал договор и не пересекал линию. Саид ответил, что он один из выживших в авиакатастрофе и пришёл безоружным. Тогда одноглазый вышел из домика. На нём была форма с логотипом Дхарма. После того, как Кейт и Локк выбежали из укрытия и, наставив на него пистолеты и стреляя в землю, заставили бросить ружье, одноглазый представился Михаилом Бакуниным, последним оставшимся в живых членом группы DHARMA Initiative.
Херли в компании с некоторыми другими спасшимися построил стол для настольного тенниса. Сойер, вещи которого растащили в его отсутствие, придумал способ, как вернуть их обратно. Он предложил устроить турнир по настольному теннису. В случае его победы (а Сойер был уверен в ней) спасшиеся должны были вернуть его вещи. Сун предложила наказание в случае проигрыша — в этом случае Сойер был обязан неделю называть всех по именам, а не обидными кличками.
Бакунин, вместе с Кейт и Локком, завели Саида внутрь. Извлекая пулю из его плеча, Бакунин рассказал о себе. Оказалось, что он вырос в Киеве, потом его призвали в Советскую Армию, он служил в Афганистане во время войны, обучился военной медицине, затем его перевели во Владивосток на пост прослушивания. После холодной войны часть, в которой служил Бакунин, расформировали. Увидев в газете объявление под заголовком «Хотите спасти мир?», он ответил на него, был нанят организацией DHARMA Initiative, а затем отправлен на остров. В его обязанности входило поддерживать связь с внешним миром на станции «Пламя», которую и нашли группа Саида. Он рассказал, что Дхарма враждовала с жившими до них на острове «противниками», которых выжившие называют Другие. После операции «Чистка» все члены Дхарма были убиты, но Михаил выжил и заключил соглашение с этими «противниками», пообещав не выходить за пределы своей территории. Также он сообщил, что спутниковая тарелка давно сломалась.
Противником Сойера в настольном теннисе выступил Хёрли, который и обыграл его практически вчистую. Толстяк признался, что много тренировался игре в пинг-понг в одном месте (подразумевая психиатрическую лечебницу, в которой провёл долгое время). Тем не менее, он вернул Сойеру его порножурналы. Также он поведал, что понимает, как Сойер, должно быть, волнуется за Кейт, и добавил, что, по его мнению, с девушкой все будет в порядке, раз рядом с нею Саид и Локк. Сойер хотел было вновь назвать его прозвищем, но толстяк сказал, что по уговору он обязан называть его Хьюго или Хёрли.
Тем временем Локк, исследуя внутренние помещения станции, нашёл комнату с компьютером. На дисплее отображалась шахматная партия, и Локк решил сыграть. Между тем Саид обратил внимание, что кошку Михаила зовут Надя. По словам русского, он назвал её в честь румынской гимнастки Нади Команечи. Закончив перевязку, Бакунин предложил всем чаю. Пока он был на кухне, Кейт и Саид успели переговорить и сошлись на том, что этот человек на самом деле один из Других. Кроме того, Саид заметил, что седло на лошади рассчитано на кого-то, более низкого ростом, чем Михаил, а следовательно, в доме прячется его сообщник.
Заглянув к Локку и сказав, что компьютер невозможно обыграть, Бакунин вернулся с чаем к гостям. Саид снова начал расспрашивать его и узнал, что кабель на берегу ведёт к подводному радиомаяку в океане. По его сигналу подводная лодка, которая, как он считал, была у «противников», могла находить остров. Когда Саид упомянул, что они убили одну из Других (имея в виду Колин), Михаил перестал притворяться и набросился на них, однако его удалось связать. Затем Саид предположил, что Другие послали Бакунина с напарником на станцию, чтобы он попробовал восстановить связь, оборвавшуюся после взрыва бункера. Когда Локк возразил, что в домике больше никого нет, Саид поднял ковёр и нашёл вход в подвал. Вместе с Кейт он спустился вниз, а Локк остался охранять Михаила.
Услышав сигнал компьютера, Локк вернулся к шахматам и выиграл партию. После этого на мониторе появилось видеозапись ученого из Дхармы, которого Локк уже видел на двух фильмах, Марвина Кэндла, который среди прочих вариантов предложил ввести код 77, если «противники» совершили нападение на станцию. Локк хотел ввести его, но не успел: пока он играл, Михаил пришёл в себя и освободился, и теперь приставил к его горлу нож. Тем временем Саид и Кейт нашли в подвале целый склад взрывчатки C-4, а также чернокожую женщину. Кейт узнала её — это была одна из Других по имени мисс Клу, которую она видела на пристани в день похищения. Пленив негритянку, они вывели её наверх и обнаружили, что Бакунин держит Локка под прицелом его же пистолета. Русский предложил обменяться заложниками, но Локк начал убеждать воздержаться от этого шага, будучи уверен, что Михаил его не убьет. Мисс Клу по-русски стала просить Михаила убить её, сначала Михаил не соглашался, но потом застрелил её. После этого Локк, Саид и Кейт скрутили Михаила. Он просил Саида убить его, но тот этого не сделал.
Когда стемнело, Саид вывел Михаила со станции и позвал Даниэль. Пленник признался в том, что не имеет никакого отношения к Дхарме, и что члены этой организации первыми напали на других. Саид, в свою очередь, поставил его в известность относительно того, что теперь, когда он нашёл в подвале план коммуникаций, он собирается наведаться к казармам, где, по его мнению, можно разместить деревню, и Бакунин им больше не нужен. Руссо предложила убить русского, но Саид пощадил его. К тому времени к ним подошли Кейт и Локк. Джон сказал Бакунину, что понимает, зачем он пытался убедить его в невозможности выигрыша, и в этот момент станция взорвалась, так как Локк все-таки ввёл код 77 в компьютер.
Серия заканчивается где Саид видит кошку и уходит.

## Интересные факты
- В переводе от первого канала, когда Саид показывает спрятанный под ковром люк, Локк обращается к Саиду «Джек». Также разговор между Клу и Бакунином на русском передублирован, в результате не замечаешь, что они говорят на непонятном для героев языке.
- Это первая серия, в которой отсутствует Джек.
- Кино-ляп: Джон Локк не поставил мат, так как компьютер мог сыграть Кс8 или Сс8, защищаясь от шаха. Так же по серии Локк делает 2 хода подряд, хотя позиция значительно изменилась.